# Bahnhöfe in Friedrichsdorf

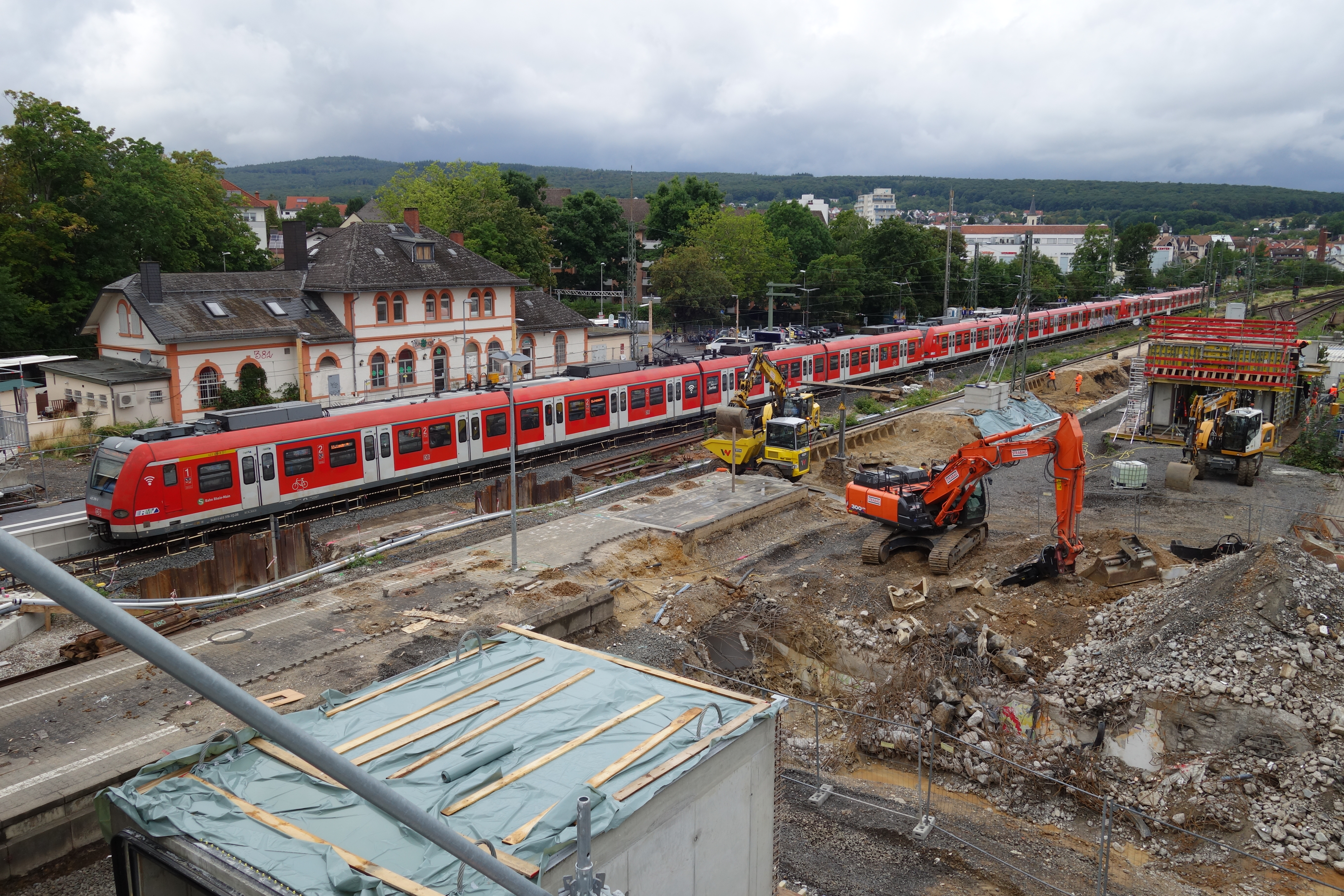
Bahnhof Friedrichsdorf während der Modernisierung 2023 mit S-Bahn

Im Friedrichsdorfer Stadtgebiet existieren vier Stationen im Schienenverkehr, davon zwei Bahnhöfe und zwei Haltepunkte. Daneben besteht der Bahnhof Saalburg. Dieser liegt formal auf Köppener Gemarkung, erschließt aber die Wehrheimer Saalburgsiedlung. Bis auf Dillingen sind somit alle Ortsteile an den Schienenpersonennahverkehr (SPNV) angeschlossen.

## Friedrichsdorf
In der Friedrichsdorfer Kernstadt liegt der Bahnhof Friedrichsdorf (Taunus), von dem aus Schienenverbindungen in drei Ortsteile bestehen.

## Burgholzhausen
In Burgholzhausen befindet sich heute nur noch ein Haltepunkt mit dem Namen Burgholzhausen v.d.H (Abkürzung: FBGH). Er ist in die Preisklasse 6 der DB InfraGo eingeordnet. In der Zeit in der die Bahnstrecke nach Friedberg zweigleisig war, handelte es sich noch um einen Bahnhof. Die Höhe des 95 m langen Bahnsteigs beträgt seit dem Umbau 2002 55 cm, was einen ebenerdigen Einstieg in die seinerzeit eingesetzten Fahrzeuge des Typs GTW 2/6 ermöglichte. Zuvor bestand der Bahnsteig lediglich aus einer Kiesbefestigung. In der Hauptverkehrszeit halten die Züge hier in jede Richtung im Halbstundentakt, ansonsten im Stundentakt.
| Linie | Verlauf | Takt                                    |
| ----- | --- | --------------------------------------- |
| RB 16 | Friedrichsdorf (Taunus) – Burgholzhausen v.d.H – Rodheim v d Höhe – Rosbach v d Höhe – Friedberg Süd – Friedberg (Hess) Stand: Fahrplanwechsel Dezember 2022 | 30 min (wochentags) 60 min (Wochenende) |

Das unter Denkmalschutz stehende Empfangsgebäude (Wilhelm-Reuter-Weg 19) ist in Privatbesitz und wird bewohnt. Das Gebäude aus dem Jahr 1901 war ursprünglich ein Typenbau ähnlich dem Bahnhof in Ober-Rosbach. Auf einem T-förmigen Grundriss entstand ein zweigeschossiges Bahnhofsgebäude mit allseitig verschieferten Giebeln in Fachwerk mit niedrigen Anbauen an den Seiten. Es wurde ab 2010 um einen Anbau ergänzt, der sich lediglich in der Fenstergestalt auf der Straßenseite an die vorhandene Architektur anpasst.

## Köppern

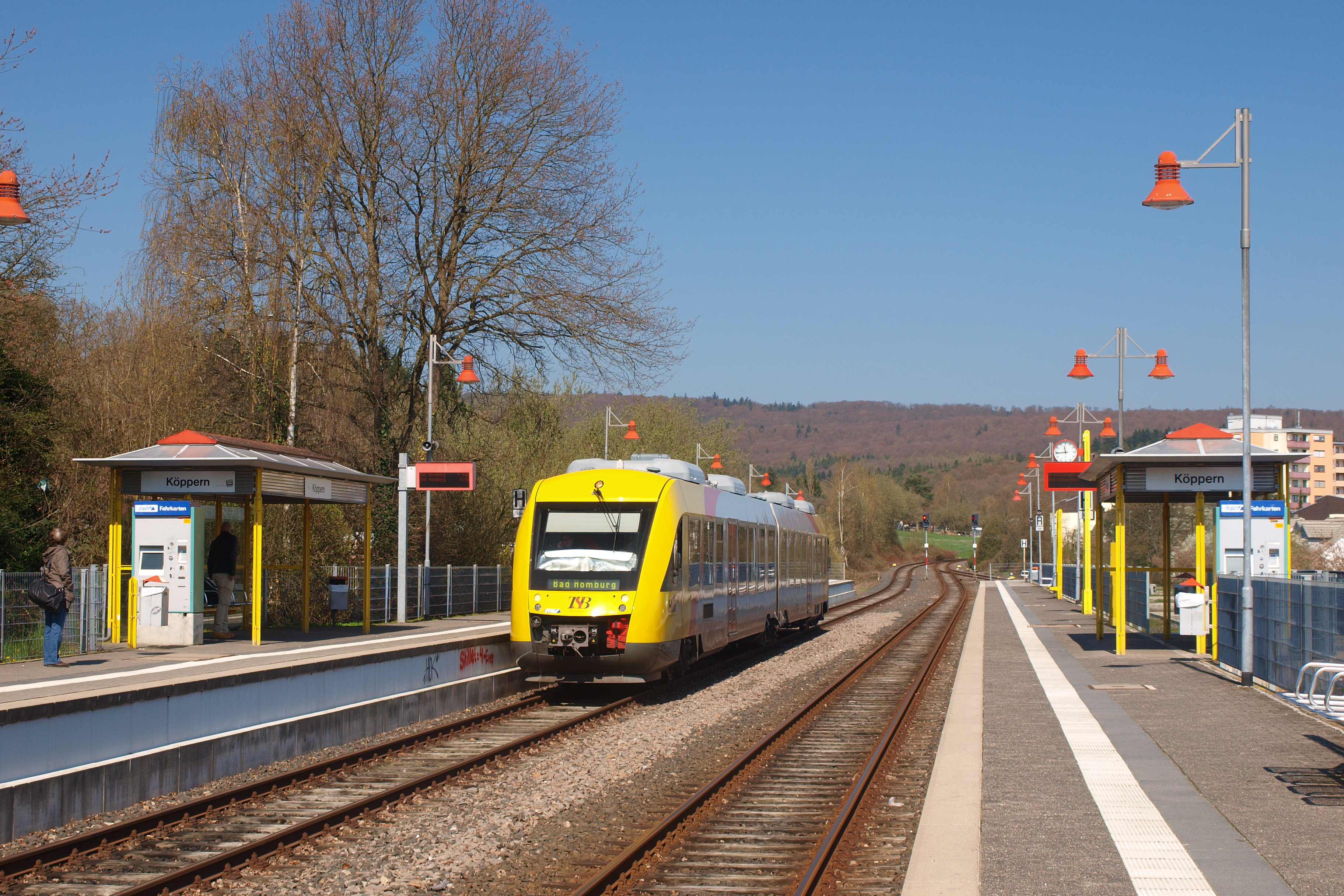
Bahnhof Köppern

Am südlichen Rand von Köppern liegt unmittelbar nach dem Bahnübergang der Köpperner Straße/Homburger Landstraße an der Bahnstrecke Friedrichsdorf–Albshausen der Bahnhof Köppern. Vor der Modernisierung der Strecke befand sich im Bahnhofsgebäude ein kleines mechanisches Stellwerk für den dreigleisigen Bahnhof. Der Inselbahnsteig diente für den Personenverkehr an den zwei oberen Gleisen, das Güterladegleis wurde aber auch am Gebäude vorbeigeführt. Mit dem Umbau 1992 entstanden zwei Seitenbahnsteige, die über einen kleinen Fußgängerbahnübergang erreicht werden können; Seitdem wird Köppern durch das elektronische Stellwerk in Usingen ferngestellt, und in Köppern besteht lediglich ein Bereichsrechner (ESTW-A). Ein Ladegleis wurde auch eingerichtet, es endet jedoch in Richtung Friedrichsdorf noch vor den Bahnsteigen. Das Bahnhofsgebäude musste auf Grund von Baufälligkeit durch die lange Vernachlässigung abgerissen werden. Es war bis auf einen kürzeren Anbau identisch mit dem in Neu-Anspach.
2006 wurden die Bahnsteige auf 140 m verlängert, um Vierertraktionen der VT 2E und Dreiertraktionen der LINT 41 zu ermöglichen. Sie liegen in der für eine Regionalbahn untypischen S-Bahn-Höhe von 96 cm. Im November 2007 wurde die Ausstattung um Zugzielanzeiger ergänzt.
Auf dem Areal des Empfangsgebäudes und des früheren Güterbereichs befindet sich heute ein Park-and-ride-Platz. Weiterhin sind Fahrradstellplätze und -boxen vorhanden.
An Werktagen dient Köppern alle halbe Stunde, an Sonn- und Feiertagen einmal pro Stunde, als Kreuzungsbahnhof. Dazu kommen in der Hauptverkehrszeit die durchgehenden Züge bis zum  Frankfurter Hauptbahnhof.
| Linie                    | Verlauf | Takt                                                |
| ------------------------ | --- | --------------------------------------------------- |
| RB 15                    | (Frankfurt (Main) Hbf – Frankfurt-Rödelheim – Oberursel (Taunus) –) (nur HVZ) Bad Homburg – Seulberg – Friedrichsdorf (Taunus) – Köppern – Saalburg (Taunus) – Wehrheim – Neu-Anspach – Hausen (Taunus) – Usingen – Wilhelmsdorf (Taunus) – Hundstadt – Grävenwiesbach – Hasselborn – Brandoberndorf Stand: Fahrplanwechsel Dezember 2022 | 60 min 30 min (Bad Homburg–Grävenwiesbach werktags) |
| Stand: 15. Dezember 2024 | |                                                     |

Nahe dem Bahnübergang befindet sich an der Köpperner Straße eine Bushaltestelle, die vom Friedrichsdorfer Stadtbus bedient wird.

## Seulberg

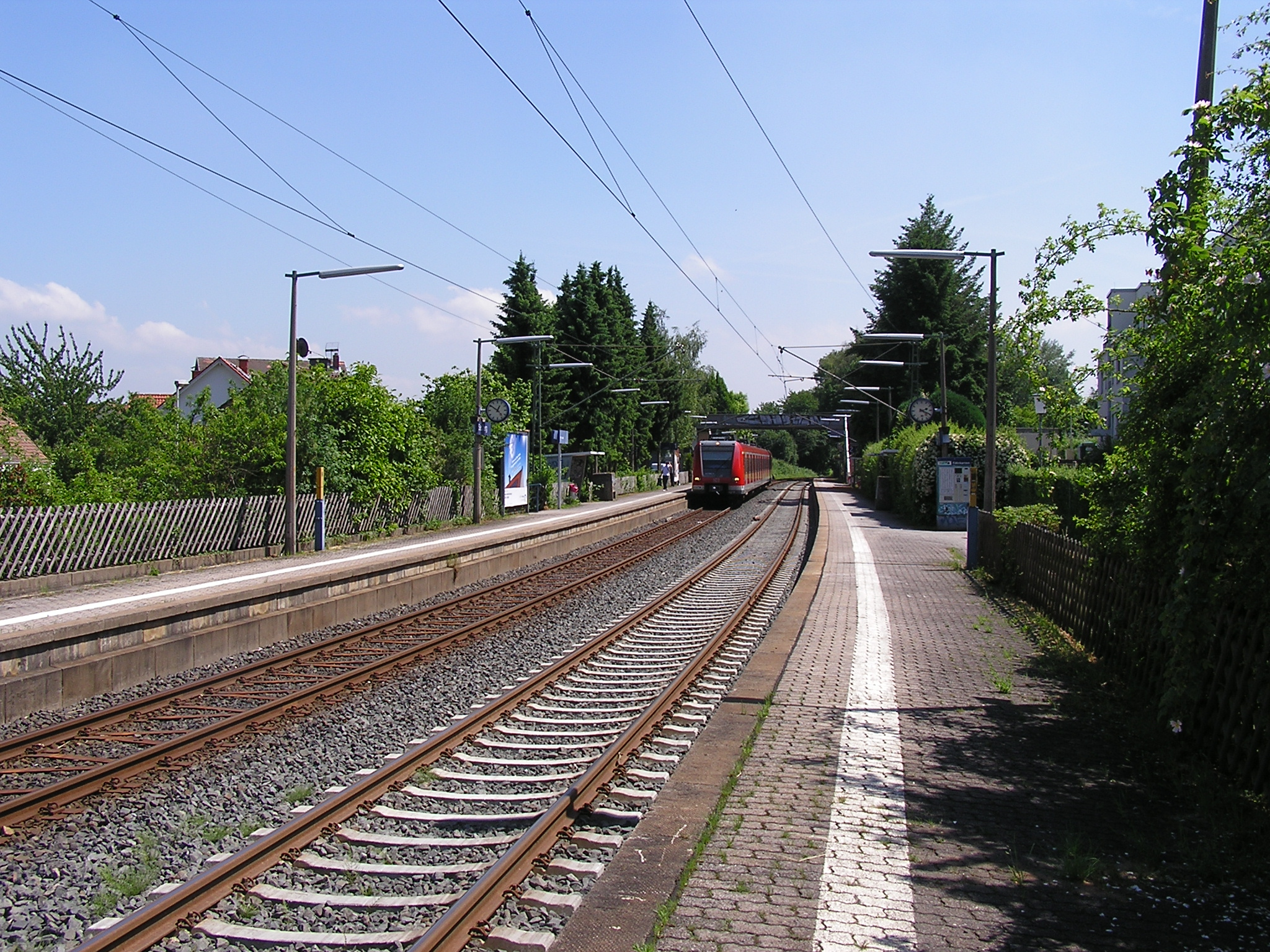
Haltepunkt Seulberg

Schon beim Bau der damaligen Usinger Bahn über Friedrichsdorf setzte sich der Bürgermeister im zu dieser Zeit noch eigenständigen Seulberg für eine Personenstation ein. So bekam Seulberg einen Bahnhof, der mit der Umstellung der Signaltechnik auf das Bad Homburger Zentralstellwerk zum Haltepunkt heruntergestuft wurde. Er trägt im Gegensatz zu den meisten Bahnhöfen im RMV nicht zusätzlich den Namen der Stadt, sondern nur Seulberg und die Abkürzung FSG. Am östlichen Ende steht ein kleines Empfangsgebäude, in dem früher Fahrkarten erworben werden konnten. Es ist inzwischen ebenfalls in Privatbesitz und wurde renoviert. Mit dem Ausbau der nun schon zweigleisigen Strecke zur S-Bahn wurde eine einfache Fußgängerbrücke errichtet, die identisch mit der im Haltepunkt Erbstadt-Kaichen an der Bahnstrecke Friedberg–Hanau ist, der jedoch aufgelassen wurde. Die Brücke mit einer Straßenunterführung in der Hardtwaldallee machte in der Zeit der Elektrifizierung den wärterbedienten Bahnübergang in der Oberbornstraße überflüssig, der den neuen 210 m langen Seitenbahnsteigen wich. Sie liegen in der üblichen Regionalbahnsteighöhe von 76 cm. Heute halten hier alle S-Bahnen sowie die Züge der Linie RB 15, die in Bad Homburg enden. Von den durchgehenden Zügen der Linie RB 15 zum Frankfurter Hauptbahnhof halten lediglich zwei. An Werktagen hält somit in Richtung Friedrichsdorf alle 9 und 21 Minuten sowie Richtung Bad Homburg alle 11 und 19 Minuten ein Zug.
| S5    | Friedrichsdorf (Taunus) – Seulberg – Bad Homburg – Oberursel (Taunus) – Oberursel-Stierstadt – Oberursel-Weißkirchen/Steinbach – Frankfurt-Rödelheim – Frankfurt (Main) West – Frankfurt am Main Messe – Frankfurt (Main) Galluswarte – Frankfurt (Main) Hbf tief – Frankfurt (Main) Taunusanlage – Frankfurt (Main) Hauptwache – Frankfurt (Main) Konstablerwache – Frankfurt (Main) Ostendstraße – Frankfurt (Main) Lokalbahnhof – Frankfurt (Main) Süd | 30 min                                              | DB Regio Mitte |   |                          |                          |                          |
| RB 15 | (Frankfurt (Main) Hbf – Frankfurt-Rödelheim – Oberursel (Taunus) –) (nur HVZ) Bad Homburg – Seulberg – Friedrichsdorf (Taunus) – Köppern – Saalburg (Taunus) – Wehrheim – Neu-Anspach – Hausen (Taunus) – Usingen – Wilhelmsdorf (Taunus) – Hundstadt – Grävenwiesbach – Hasselborn – Brandoberndorf Stand: Fahrplanwechsel Dezember 2022 | 60 min 30 min (Bad Homburg–Grävenwiesbach werktags) | start          | - | Stand: 15. Dezember 2024 | Stand: 15. Dezember 2024 | Stand: 15. Dezember 2024 |

Bedingt durch die Taktdichte wurde Seulberg bis 2010 in die Bahnhofskategorie 4 eingeordnet, seit 2011 ist es Kategorie (jetzt Preisklasse) 5. Im Jahr 2010 wurde ein einfaches Fahrgastinformationssystem aufgestellt, das über eventuelle Verspätungen oder Ausfälle informiert.